# Kadadarahal, Lingsugur
Kadadarahal là một làng thuộc tehsil Lingsugur, huyện Raichur, bang Karnataka, Ấn Độ.